# Малая мускусная черепаха
Малая мускусная черепаха — некрупная (около 6-10 см.) пресноводная черепаха семейства иловых черепах. Обитает на территории США от юго-запада Виргинии, востока Теннесси, юго-востока Алабамы и центральной Джорджии до Флориды.
Включает два подвида, один из подвидов (S. m. depressus) был выделен в отдельный вид Sternotherus depressus.
Карапакс овальный с коричнево-оливковой крапчатой верхней стороной, у молодых животных с тремя ярко выраженными продольными гребнями, исчезающими с возрастом. Подвид S. m. peltifer достигает длины максимум 11,7 см; S. m. minor немного крупнее — 14,5 см.

## Описание
Пластрон маленький с одиночной связкой-шарниром, с горловым щитком, розовый или жёлтый. На голове тёмные полосы. У самцов хвост широкий с колючкой на конце, у самок — короткий, не дальше края карапакса.
Населяет разнообразные реки, ручьи, болота, протоки. На севере ареала в зимний период впадают в спячку, зарываясь в ил. Питается беспозвоночными, моллюсками, рыбой.
Продолжительность жизни составляет 20-23 лет.

## Размножение
Самка достигает половой зрелости в возрасте 5-9 лет, самцы — в 4 года. Период спаривания: с марта по июнь, в мае — июне появляются первые кладки. Самка может откладывать яйца до четырёх раз за сезон по 2-3 яйца в кладке.
Яйца до 3 см длиной с прозрачно-розовой скорлупой, белеющей по мере развития эмбриона. Период инкубации — 13—16 недель, в зависимости от температуры.
Длина карапакса вылупившихся черепах составляет 2,2-2,7 см.
Часто разводят в террариумах, вид хорошо размножается в неволе.